# برنامه‌ریزی منابع سازمانی
برنامه‌ریزی منابع سازمانی (به انگلیسی: Enterprise Resource Planning) (به اختصار ERP)، شامل طیف وسیعی از فعالیت‌های مختلفی است که به بهبود عملکرد یک سازمان منتهی می‌شود و تمام داده‌ها و فرایندهای یک سازمان را در یک سیستم نرم‌افزاری و در قالب یک بانک اطلاعاتی به صورت پیوسته، منظم و دقیق مدیریت می‌نماید.ERP به معنای مدیریت برنامه‌ریزی منابع سازمانی یا 4M (Man, Machine, Material, Money) (مواد، ماشین آلات، پول و نیروی انسانی) می‌باشد و به سازمان‌ها و شرکت‌ها کمک می‌نماید تا فرایند دقیق برنامه‌ریزی کلیه منابع سازمان را در جهت کاهش هزینه و افزایش درآمد مدیریت نمایند. تعاریف دیگری نیز از ERP وجود دارد .ERP بر پایه سیستم‌ها برنامه‌های کاربردی تهیه شده‌است که شامل چندین برنامه کاربردی است که به صورت یکپارچه همه فعالیت‌های داخلی یک سازمان را در گستره واحدهای عملیاتی سازمان مدیریت می‌کند. این فعالیت‌ها می‌تواند بازهٔ وسیعی از مدیریت فروش، مدیریت تأمین، مدیریت تولید، مدیریت کیفیت، مدیریت انبار، مدیریت لجستیک، مدیریت نگهداری و تعمیرات، مدیریت پروژه، مدیریت مالی، مدیریت قیمت تمام شده، مدیریت منابع انسانی و مدیریت مهندسی را شامل شود. در واقع ERP، سامانه‌ای است که دارای اهداف، اجزا و محدوده مشخص و معینی است.

## تاریخچه پیدایش ERP
جرقه استفاده از سیستم‌های اطلاعاتی به جنگ جهانی دوم برمیگردد و به تدریج استفاده از این سیستم‌ها در شرکت‌ها و سازمان‌ها عمومیت پیدا کرد. در دهه ۶۰ میلادی شرکت IBM سیستم کنترل انبار و برنامه‌ریزی تأمین مواد MRPI پیاده‌سازی کرد و تا دهه ۷۰ میلادی که شرکت SAP ERP مفهوم دقیق تری از MRP I و سپس MRP II را در سیستم‌های خود طراحی و پیاده‌سازی کردند. رفته رفته در کنار این سیستم‌ها سیستم‌های دیگری چون سیستم‌های مالی، فروش، نگهداری و تعمیرات، منابع انسانی و … طراحی و در سازمان‌ها مورد استفاده قرار گرفتند و جزیره‌ای بودن آن‌ها باعث بروز مشکلات متعددی شد. از طرف دیگر طراحی این سیستم‌ها به صورت وظیفه گرا Function Oriented بود عدم نگاه فرایندی مشکلات دیگری در سازمان‌ها به وجود آورده بود. شرکت آلمانی اس آ پ اولین شرکتی بود که مفهوم دقیق ERP را با نگاه یکپارچه و فرایند محور در تمام حوزه‌های عملیاتی و برای صنایع مختلف طراحی و ان شرکت تراز اول دنیا پیاده‌سازی کرد از سال ۱۳۸۰ تاکنون به عنوان کامل‌ترین ارائه دهنده ERP در دنیا معروف است.[SAP ERP]
سامانه‌های ERP اصولاً باید شامل حداقل ویژگی‌های زیر باشند:
- --Enterprise—باشد یعنی بتواند به صورت یکپارچه کلیه فرایندها و داده‌های چند شرکت را در قالب یک هلدینگ (ممکن است برخی از شرکت‌ها در کشورهای دیگر باشند) پشتیبانی نماید لذا باید بتواند زبان‌ها، ارزها، تقویم و… بدون محدودیت پوشش دهد
- --Resource—فرایندهای مربوط به کلیه منابع سازمان (منابع مالی، منابع تولیدی ماشین آلات، مواد، منابع انسانی) را داشته باشد.
- --Planning—قابلیت برنامه‌ریزی منابع سازمان (منابع مالی، منابع تولیدی ماشین آلات، مواد، منابع انسانی) را داشته باشد. برنامه‌ریزی به معنی

1. برنامه‌ریزی احتیاجات مواد MRP I
2. برنامه‌ریزی تولید MRP II
3. برنامه‌ریزی تأمین منابع مالی FSCM
4. برنامه‌ریزی منابع انسانی شامل برنامه جذب، و حفظ نیروی انسانی و Carrier Plan
5. برنامه‌ریزی فروش SOP
6. برنامه‌ریزی تقاضا DP
7. برنامه‌ریزی پروژه MPS
8. برنامه‌ریزی حمل و نقل TM

- سامانه یکپارچه‌ای که حداقل دو بخش مختلف یک شرکت یا سازمان را به صورت یکنواخت و بدون نیاز به ارتباط چند نرم‌افزار پاسخ دهد.
- سامانه یکپارچه‌ای که به صورت برخط، بدون تکیه بر به روزرسانی دوره‌ای و همانندسازی، اطلاعات را نگهداری می‌کند.
- سامانه‌ای با یک پایگاه داده مشترک، که تمام اطلاعات برنامه‌ها و پیمانه‌های کاربردی در آن ذخیره شده و قابل استفاده در تمامی بخش‌های سامانه می‌باشند.
- سامانه‌ای با نگاه مداوم و احساس یکنواخت در طول تمامی ماژولها

واژه ERP اصولاً بر سامانه‌هایی که به منظور برنامه‌ریزی استفاده از منابع فروش طراحی شده‌اند دلالت می‌کند. اگر چه واژه مشتق ERP ریشه در محیط مصنوعی دارد، استفاده امروزی از ERP حوزه‌های وسیع‌تری را شامل می‌شود. سامانه‌های ERP بر حسب نوع، تلاش می‌کنند که همهٔ فعالیت‌های یک پایگاه یا سازمان را تحت پوشش قرار دهند (صرف نظر از ساختار سازمانی). به علاوه ممکن است این نکته مورد توجه قرار گیرد که یک بستهٔ نرم‌افزاری عموماً به منظور فراهم نمودن کارایی در بسته‌ای خاص است، بسته‌ای که تحت پوشش دو سیستم یا بیشتر است. از نظر فنی، یک بسته نرم‌افزاری که فعالیت‌های حسابداری و صورت حساب (لیست پرداخت) را تدارک می‌بیند، یک بسته نرم‌افزاری ERP نامیده می‌شود. با این وجود، واژه (ERP) نوعاً برای کاربردهای بیشتر نیز به کار می‌رود. معرفی یک سیستم ERP به منظور جایگزین کردن دو یا چند کارکرد مستقل است، که این امر نیاز به ارتباط خارجی که قبلاً بین سیستم‌ها لازم بود را برطرف می‌سازد. همچنین مزایای دیگری را فراهم می‌کنند که ناشی از استانداردسازی و نگهداشت پایین‌تر (یک سامانه به جای دو یا بیشتر) برای قابلیت گزارش‌دهی آسان‌تر (مانند این همه داده‌ها که نوعاً در یک پایگاه داده نگهداری شود) نمونه‌هایی برای سیستم ERP شامل می‌شود: تولید، ملزومات، واحد مالی، مدیریت روابط مشتری(CRM)، منابع انسانی و مدیریت انبارداری.
با توجه عمیق‌تری به سامانه‌های ERP، یک عامل کلیدی جمع‌آوری داده از همهٔ بخش‌های یک سازمان است. برای عملی شدن آن، یک سیستم ERP بر پایهٔ یک پایگاه داده خاص همراه با چندین واحد نرم‌افزاری است که عملکردهای مختلف یک سازمان را پوشش می‌دهد. برخی سازمان‌ها «آنهایی که دارای مهارت‌های کافی IT برای ساخت محصولات نرم‌افزاری متعددی هستند» اجزای اجرایی یک سیستم ERP را انتخاب و ارتباط خارجی با دیگر سامانه‌ها را توسعه می‌دهند.
برای مثال HRM و سامانه‌های مالی ممکن است بهتر از SAP, HRMS به نظر آیند و همچنین ممکن است سامانه‌های SAP, CRM بهتر از معادل‌های PEOPLE SOFT به نظر آیند. در این مورد، سازمان‌ها ممکن است خرید یک سیستم ERP را صحیح بدانند، اما ترجیح می‌دهند سیستم HRM و واحدهای مالی را بخرند و دیگر تقاضاهایشان را نیز از SAP تأمین کنند.
این مسئله در بخش‌های تجاری خیلی رایج است، جایی که حتی یک کارخانه متوسط، یک محصول فروش مجزا دارد، در نتیجه یک سری کارکردهای تخصصی لازم است برای کار کردن با تجهیزات تجارت مانند مدیریت انبارداری، فهرست کارکنان، تبلیغات و محاسبات.

## ماژول‌ها
به‌طور ایده‌آل یک ERP، یک پایگاه داده خاص را دربردارد که شامل همهٔ داده‌های لازم برای واحدهای نرم‌افزاری است:
- ساخت و تولید

مهندسی، هزینهٔ مواد، برنامه و جدول زمانی، ظرفیت، مدیریت کارکنان، کنترل کیفیت، مدیریت هزینه‌ها، فرایندهای ساخت و تولید، پروژه‌های ساخت، جریان تولید.
- مدیریت زنجیره‌ای ملزومات

صورت موجودی، خرید، ترکیب محصولات، برنامه‌ریزی ملزومات.
- مالی

جدول زمانی تقاضاها، تفتیش یا بازرسی کالا، مطالبات، حق کمیسیون، مدیریت نقدینگی، پرداخت صورتحساب‌ها، دریافت صورت حساب‌ها، گزارش‌های مالی، مدیریت اسناد حسابداری، دارایی‌های ثابت.
- پروژه

هزینه، ساخت، زمان و هزینه، مدیریت فعالیت‌ها.
- منابع انسانی

پرداخت، آموزش، زمان و رسیدگی، سود و مزایا.
ایمنی بهداشت و محیط زیست
آموزش، مدیریت حوادث، فرایندها و دستورالعملهای ایمنی و مهندسی ایمنی

## ماژول برنامه ریزی تولید نرم افزار ERP:
جریان تولید محصول همیشه به عنوان یکی از تخصصی ترین جریان های سازمانی برای آن نرم افزار تلقی می شود.
نرم افزار برنامه‌ریزی و کنترل تولید فرایند تولید جهت کنترل و‌مدیریت فرایند از لحظه ی اخذ سفارش توسط واحد فروش تا لحظه تولید و تحویل به انبار جهت ارسال به مشتری به کار می رود.
همچنین ماژول برنامه ریزی تولید به شرکت ها اجازه می دهد، از زمان سفارش محصول توسط مشتری آن را طراحی ، تولید و پیگیری کنند. به بیان دیگر ماژول تولید نرم افزار ERP با تولید محصول شروع می شود و به طور روزانه با پیگیری پیشرفت تولید طراحی شده است و پس از تکمیل هرگونه سفارش محصول اطلاعات برای تحویل ارسال می شود

## تجارت و منابع مشتری
فروش و بازار، کمیسیون (حق‌العمل)، خدمات، ارتباط با مشتری، حمایت مرکز تلفنی.
- انبار داده‌ها

ارتباط مختلف SELF_SERVICE برای مشتری‌ها، متقاضیان و کارمندان.
ERP واژه‌ای است که از برنامهٔ تجهیزات مواد ریشه می‌گیرد. MRP تجزیه می‌شود به ERP، هنگامی‌که مسیریابی‌ها به بخش اعظم مهندسی نرم‌افزار تبدیل می‌شود. سامانه‌های ERP برحسب نوع، با تولید، و محاسبات، توزیع، سیاهه، حمل و نقل (فرستادن کالا)، فاکتور نویسی و حسابداری برای یک کارخانه درگیرند. نرم‌افزار ERP می‌تواند در کنترل فعالیت‌های اقتصادی زیادی مانند فروش، تجارت، تحویل، صورتحساب نویسی، تولید، مدیریت صورت موجودی، مدیریت کیفیت و مدیریت منابع انسانی کمک کند. ERPها اغلب به نادرست سامانه‌های back office نامیده می‌شوند. سامانه‌های back office سامانه‌هایی هستند که در آن‌ها مشتری و عموم به‌طور مستقیم در گیر نیستند. این سامانه‌ها در مقابل سامانه‌هایی هستند که «front office» نامیده می‌شوند. مانند سامانه CRM (مدیریت روابط مشتری) که مستقیماً با مشتری‌ها یا سامانه‌های اقتصادی مانند دولت، ارتباط از راه دور، دارایی، و سامانه‌های مدیریت روابط متقاضیان و غیره سرو کار دارند.
همهٔ واحدهای کاربردی که در فعالیت یا تولید درگیرند در یک سامانه ERP جمع شده‌اند؛ که علاوه بر تولید، انبارداری، محاسبات و اطلاعات فنی، موارد زیر را در بر می‌گیرد:
حسابداری، منابع انسانی، تجارت، مدیریت استراتژی. در واقع ERP نوعی مهندسی باز مؤلفه هاست.
EAS نام جدیدی برای سامانه‌های ERP سابق است که اغلب همهٔ اجزای تجارت(business) را شامل می‌شود. این رشته کاربردی با استفاده از جستجوگرهای عادی اینترنت به کار گرفته می‌شود.

## قبل
پیش از اینکه مفهوم سیستم هایERP و ادارات داخل یک مؤسسه (برای مثال، ادارهٔ مراجع بستری(HR)، شرکت حقوق بگیران(PR) و اداره‌های مالی) سامانه‌های کامپیوتری خاص خود را داشته باشند، سیستم کامپیوتری HR (که اغلب HRMS یا HRIS نامیده می‌شود) به‌طور معمول اطلاعات داخل یک سازمان، ساختار گزارشی و جزئیات شخصی کارمندان را دربرمی‌گرفت. شرکت PR نیز اطلاعات مربوط به صورت حساب‌ها را حساب و ذخیره می‌نمود و ادارات مالی نیز نقل و انتقالات مالی مؤسسات را ذخیره می‌نمودند. هر سامانه مجبور به اتکا به مجموعه‌ای از داده‌های مشترک جهت تماس با دیگر سامانه بود. فرستادن اطلاعات درآمدها برای HRIS به سامانه PR نیاز به اختصاص دادن یک شمارهٔ کارمندی و متوقف کردن پارازیت‌های میان دو سیستم جهت شناسایی دقیق یک کارمند دارد. سیستم مالی علاقه‌ای به سطح داده‌های کارمند نداشت، اما تنها هزینه‌های درست شده توسط سیستم‌های PR مانند: پرداخت‌های مالیاتی به مراجع و مقامات گوناگون، پرداخت‌ها جهت کارمندان و… به تأمین کنندگان منفعت می‌رساند. این مسئله عوارض و گرفتاری‌ها را تأمین می‌نمود. برای مثال، یک فرد بدون شمارهٔ کارمندی قادر به دریافت حقوق خود از سیستم لیست حقوقی نیست.

## بعد
نرم‌افزار ERP در میان چیزهای دیگر، داده‌های سابق تقاضانامه‌های مجزا را ترکیب می‌کند. این مسئله باعث رفع نگرانی حاصل از نگهداری در زمان انطباق در برابر سامانه‌های چندگانه گردید. این تعداد کارهای تخصصی مورد نیاز، نرم‌افزار را در یک سازمان بزرگ‌تر استاندارد کرده و کاهش داد.

## به‌روش‌ها
امکان استفاده از «به‌روش‌ها» (به انگلیسی: Best Practices) نیز مزیت دیگری برای تحقق بخشیدن یک سیستم ERP هستند. در هنگام اجرای یک سیستم ERP، سازمان‌ها الزاماً مجبور به انتخاب یکی از دو راه‌حل هستند: «سفارش ساخت نرم‌افزار» یا «اصلاح فرایندهای شغلی خود مطابق به‌روش‌های شناخته‌شده در سایر کسب‌وکارهای هم‌رده خود». راه‌حل دوم (یعنی استفاده از به‌روش‌ها) دو مزیت دارد: اول اینکه مخاطره (یا ریسک) پروژه را به دلیل استفاده از تجربیات موفق سایر کسب‌وکارهای هم‌رده و مشابه کاهش می‌دهد. دوم اینکه استفاده‌کننده می‌تواند از نسخه معمولی نرم‌افزار ERP استفاده کند نه نسخه سفارشی‌شده آن؛ بنابراین برای ارتقاء به نگارش‌های جدید نرم‌افزار در آینده کمترین مشکل را خواهد داشت.
معمولاً، واگذاری شیوهٔ کار به‌طور مفیدتری در سازمان‌های بزرگ و خصوصاً در جایی که درخواست پذیرش وجود داشته باشد، به کار می‌رود. مانند IFRS، ساربنز- آکسلی یا بیسل II یا جایی که فرآیند مورد نظر یک محصول است مانند نقل و انتقال الکتریکی وجوه نقد. این مسئله بخاطر شیوهٔ توقیف و گزارش قانونی دادن یا رضایت از محصول است که فوراً می‌توان آن را در نرم‌افزار ERP تدوین کرد و سپس آن را با اطمینان در برابر شغل‌های چند گانهٔ دیگر که نیازهای یکسانی دارند، منعکس کرد.
جایی که یک پذیرش یا درخواست کالا فرایند شغل را استحکام بخشد، می‌تواند مورد بحث قرار گیرد که تعیین و به‌کارگیری بهترین شیوهٔ کار در واقع مزیت رقابت طلبانه را به وسیلهٔ همگن کردن مشغلهٔ کاری در قیاس با هر کس دیگر در این بخش از صنعت آن‌ها از بین می‌برد.

## تفاوت ERP و CRM
کسب‌وکارها دو نوع نرم افزار را لازم دارند: نرم افزار برنامه‌ریزی منابع سازمانی و نرم افزار مدیریت ارتباط با مشتری. CRM برای خودکارسازی فرایند ارتباط مشتری با کسب‌وکار مورد استفاده قرار می‌گیرد و مزایای مختلفی مانند بهبود خدمات مشتری، افزایش بهره‌وری، بهسازی نگهداشت مشتری و فروش دارد. اما سیستم برنامه‌ریزی منابع سازمانی (ERP) برای مدیریت ارتباط روزمره فرایندهای داخلی و اداری کسب‌وکار استفاده می‌شود.
البته هر دو نرم افزار CRM و ERP بهره‌وری و سودآوری را افزایش می‌دهند، اما دو نرم افزار متفاوت هستند و نمی‌توان آن‌ها را جایگزین یکدیگر کرد.

## تحقق
به دلیل حوزهٔ وسیع و گستردهٔ تقاضا در یک شغل، سیستم‌های نرم‌افزاری ERP معمولاً پیچیده بوده و عموماً تغییرات مهمی را بر تمرین‌های کاری کارکنان تحلیل می‌کند. تحقق بخشیدن به نرم‌افزار ERP در واقع یک مهارت درون سازمانی نیست. بنابراین، حتی در پروژه‌های کوچک‌تر اگر مشاوران متخصص در تحقق به ERP استخدام شوند تأثیر بسیار بیشتری بر روند هزینه‌ها خواهند داشت. مدت زمان انجام یک سیستم ERP به بزرگی پروژهٔ کاری، حوزهٔ تغییرات و میزان رضایت مشتری از گرفتن پروژه بستگی دارد.
یک پروژهٔ کوچک (شرکتی با کمتر از ۱۰۰ کارمند) در حدود ۳ ماه برنامه‌ریزی و تحویل داده می‌شود، در حالی که انجام یک پروژهٔ فراملی یا دارای چند شعبه سال‌ها وقت می‌برد. مهم‌ترین جنبهٔ هر پروژۀ اجرای ERP، گرفتن مالکیت پروژه توسط شرکتی است که محصول ERP را خریداری نموده‌است. برای اجرای سیستم‌های ERP، شرکت‌ها اغلب از شرکت‌های مشاور ثالث تقاضای کمک می‌کنند. این مؤسسه‌های بازرگانی در واقع ۳ محیط خدمات شغلی مهیا می‌کند: مشاوره، سفارش ساخت و حمایت خدمات پس از فروش (مشورتی، پشتیبانی و …).
تیم مشورتی در واقع مسئول نخستین اجرای ERP است و سپس با کارهای زیاد و آن سوی «go live» آن را با شرایط سازگاری می‌دهد. واقعیت این است که چنین سازگاری‌ای شامل: تعلیم اضافهٔ محصول، ایجاد آغازگران فرایند و جریان کار با نظر متخصص دربارهٔ چگونگی بهبود استفادهٔ ERP در مشاغل، بهینه‌سازی سیستم و همکاری در نوشتن گزارش‌ها، استخراج داده‌های پیچیده یا به‌کارگیری شعور کاری. تیم مشاوره همچنین مسئول برنامه‌ریزی و آزمایش مشترک طرح هستند. این یک بخش بحرانی پروژه بوده و قسمتی است که عموماً به آن بی‌توجهی می‌شود.
مشاوره برای یک پروژهٔ عظیم ERP مستلزم ۳ مرحله‌است: معماری سیستم، مشاورهٔ فرایند شغلی (در درجهٔ اول مهندسی مجدد) و مشاورهٔ فنی (در درجهٔ اول برنامه‌ریزی و فعالیت پیکربندی ابزار). یک معمار سیستم، کل جریان داده‌ها را برای مؤسسه که شامل برنامهٔ جریان داده‌های آینده‌است، طراحی می‌کند. یک مشاور کاری، فرایندهای کاری اخیر سازمان را مطالعه کرده و آن‌ها را با فرایندهای همانند در سیستم ERP تطبیق می‌دهد. بدین ترتیب، سیستم ERP با توجه به احتیاجات خاص سازمان طراحی می‌شود. مشاورهٔ فنی اغلب مستلزم برنامه‌ریزی است. بیشتر فروشندگان ERP اجازهٔ اصلاح نرم‌افزارشان را جهت سازگاری با نیازهای کاری مشتریانشان می‌دهند.
برای بیشتر شرکت‌های نیمه‌بزرگ (متوسط)، هزینهٔ اجرا حدوداً از قیمت رسمی و اعلام شده از سوی مجوزهای کاربر ERP تا دو برابر این مقدار رتبه‌بندی می‌شود (بستگی به سطح سفارش‌های ساخت مورد نیاز دارد).
شرکت‌های بزرگ و خصوصاً آن‌هایی که فراملیتی هستند، اغلب مقدار قابل ملاحظه‌ای از مجوزهای کاربر را در اجرای طرح خرج خواهند کرد. ۳ تا ۵ برابر بیشتر چیزی غیرعادی برای یک اجرای (طرح) چند کشوری نیست.

## خدمات ساخت سفارشی
ساخت سفارشی فرایند توسعه یا تغییر روش کارکرد سیستم به وسیلهٔ نوشتن رابط‌های کاربری جدید و کد واقعی درخواست نامه‌ صورت می‌گیرد. چنین سفارش‌هایی در واقع نشان‌دهندهٔ تمرین‌های کاری محلی است که در حال حاضر در بین روتین‌های اصلی نرم‌افزار سیستم ERP وجود ندارند. نمونه‌هایی از چنین کدی شامل صورت‌های تازه شکل گرفته (رابط‌های تحرک تا چند سال پیش غیرعادی بودند و در واقع سفارش داده می‌شوند) یا روبرو شدن با تقاضاهای ثالث (این سفارش ساخت «نان و کره» بوده و برای اجراهای بزرگ‌تر همان‌طور که در واقع چندین و چند سیستم فرعی که نرم‌افزارهای اصلی ERP باید با آن‌ها ارتباط برقرار کند) تیم خدمات شغلی نیز باید در هنگام به روزرسانی ERP تضمین کند که سفارش‌های ساخت باانتشار جدید سازگارند. در بعضی موقعیت‌ها کارکرد رسیده از طریق یک سفارش ساخت قبلی متعاقباً به روتین‌های اصلی نرم‌افزار ERP ملحق شده و به مشتری اجازهٔ بازگشت به محصول استاندارد و سفارش ساخت را به‌طور کامل به عقب می‌راند را می‌دهد. سفارش دادن برای ساخت یک بستهٔ ERP می‌تواند بسیار گران و پیچیده‌است، زیرا بسیاری از بسته‌های ERP برای پشتیبانی از سفارش ساخت طراحی نشده‌اند؛ بنابراین بیشتر حرفه‌ها بهترین‌ها را در سیستم‌های ERP اکتسابی کار گذاشته شده‌اند. بعضی از بسته‌های ERP در گزارش‌ها و پرس و جوها بسیار معمولی هستند. چنین مشکلی سفارش‌های ساختی در همهٔ اجراها انتظار می‌رود. این مهم است که به یاد داشته باشیم که این بسته‌ها اغلب احساس خرید سومین «پلاگ اینز» که به خوبی با نرم‌افزار ERP شما رو به رو می‌شود را به جای احیای چرخ به شما می‌دهد.
کار ساخت سفارشی، معمولاً به عنوان توسعهٔ نرم‌افزار سفارشی وبر اساس یک زمان و یک سری مواد قبول می‌شود (به عهده گرفته می‌شود). بخاطر طبیعت کار سفارشی و جنبهٔ منحصربه‌فرد این کار، رایج است که به متخصص به ترتیب از $۲۰۰ به بالا برای هر ساعت از کارش پرداخت شود. همچنین در بسیاری از اوقات، کار ارائه شده به عنوان کار سفارشی تحت پوشش تفاهم نامهٔ حفاظت فروشندگان ERP (گارانتی) قرار ندارد؛ بنابراین هم‌زمان با این که معمولاً یک ضمانت نامهٔ ۹۰ روزه در برابر مشکلات نرم‌افزار در سفارشی وجود دارد. هیچ اجباری برای فروشندهٔ ERP جهت ضمانت کار کردن کد با به روزرسانی یا لحظهٔ انتشار بعدی محصول اصلی وجود ندارد. یک جنبهٔ اغلب فراموش شدهٔ ساخت سفارشی، مستندات وابسته‌است. هم‌زمان با این که مسئله می‌تواند مانند یک هزینهٔ قابل ملاحظه و گران برای پروژهٔ سفارشی باشد، این مهم است که شخصی مسئولیت ایجاد و استفادهٔ آزمایشی کاربر از مستندات را بر عهده گیرد. بدون شرح چگونگی استفادهٔ سفارش ساخت، زحمات به صورت گسترده‌ای هدر رفتند. همان‌طور که آموزش کارکنان جدید در تمرین‌های کاری که سفارش کار به آن‌ها محول می‌کند مشکل شده‌است.

## خدمات حمایتی و حفاظتی
وقتی سیستم شما اجرا شده‌است، شرکت مشاور معمولاً وارد یک تفاهم نامهٔ حمایتی جهت همکاری با کارکنان شما برای ادامهٔ فعالیت نرم‌افزارERP دریک راه بهینه خواهد شد. برای به حداقل رساندن هزینه‌های اضافی و منظور کردن واقع گرایی بیشتر، به احتیاجات واحدها به منظور تأثیر گرفتن ازERP(همان‌طور که یک سرویس اضافه به مشتریان ارائه می‌شود)، اختیار ایجاد یک کمیته به سرپرستی مشاور با استفاده از مدیریت مشارکتی را به آن‌ها داده و درطی مرحلهٔ طراحی رؤسای شرکت‌های مشتریان جهت تأثیر گرفتن از تغییرات داخل ERPها برای تأمین دست‌ها در مدیریت وکنترل برنامه‌ریزی‌های درخواست‌ها، به یکدیگر نزدیک می‌شوند. این مسئله امکان طرح‌ریزی‌های بلند مدت مستقیم و در جهت نیازهای مشتری را فراهم می‌کند؛ بدین ترتیب، به حداقل رسانیدن قطعات تبدیلی آینده (حداقل برای ۵سال اول اجرا مگر اینکه یک تشکیلات سازمانی- ساختاری، وسیع و متحد برنامهٔ درگیری (دخالت) سیستم‌های مورد استفاده را تغییر دهد) در رویکردی اختصاصی تربه نخستین تبدیل می‌باشد.
یک تفاهم نامهٔ حفاظت، در واقع همهٔ نسخه‌های جاری را مستقیماً برای شما تهیه می‌کند و (هردو) انتشارهای کوچک و بزرگ و محتمل‌ترین به کارکنان شما اجازهٔ بالا بردن حمایت تماس‌ها را می‌دهد. از آنجا که هیچ قیمت استانداردی برای این نوع تفاهم نامه وجود ندارد، آن‌ها معمولاً بین ۱۵تا۲۰٪ لیست قیمت مجوزهای کاربرERPرا تشکیل می‌دهند.

## مزایا
درغیاب یک سیستمERP، یک تولیدکنندهٔ بزرگ خود را درمیان سیلی از تقاضاهای نرم‌افزار می‌بیند که هیچ‌یک با یکدیگر صحبت نکرده وبه‌طور مؤثر با یکدیگر روبه رو نشده‌اند. امور مهمی که نیاز به رودررویی با یکدیگر دارند احتمالاً شامل این‌ها هستند:
مهندسی طراحی (چگونگی ساخت محصول به بهترین نحوه)
دنباله‌گیری سفارش از طرف پذیرش در اجرای پروژه
چرخهٔ درآمد (از صورت حساب تا دریافت صندوق)
مدیریت وابستگی‌های متقابل و پیچیدهٔ صورت حساب‌های مواد.
پیگیری مسابقه‌ای ۳جانبه میان خریداری سفارش‌ها (چیزی که داده شده) رسید فهرست اموال (چیزی که رسیده‌است) و قیمت‌گذاری (چیزی که فروشنده فاکتور می‌کند) حسابداری برای همهٔ این امور مهم، پیگیری درآمد، قیمت و سود درسطحی زیر، تغییر چگونگی ساخت یک محصول، در جزئیات مهندسی، و این چگونگی ساخت آن در حال حاضراست. زمان‌های تأثیرگذار می‌توانند درکنترل کردن زمانی که نقل و انتقال اطلاعات از نسخهٔ قدیمی به نسخهٔ بعدی رخ خواهد داد، استفاده شوند. زمانی که برخی از ترکیبات اثر می‌کنند، و زمانی که بعضی ادامه می‌یابند، درهردو، قسمتی از تغییر می‌تواند شامل طبقه‌بندی کردن جهت شناسایی شماره‌های نسخه باشد.
امنیت کامپیوتر شامل یک ERPبرای محافظت در برابر جرائم خارجی، مانند جاسوسی صنعتی و جرائم داخلی مانند اختلاس هردو برنامه‌ریزی شده‌است. یک سناریوی مخلوط داده‌ها شاید با یک تروریست درگیر شود که یک صورت حساب مواد را تغییر می‌دهد؛ بنابراین برای قراردادن سم در محصولات غذایی، یا دیگر خرابکاری‌های عمومی. امنیت ERP، به خوبی به جلوگیری کردن از سوءاستفاده کمک می‌کنند.
به‌طور کلی موارد زیر از مزایای ERP هستند:
- تسریع زمان پاسخ دهی اطلاعاتی
- افزایش تعامل در سراسر سازمان
- بهبود مدیریت چرخ سفارش
- کاهش سیکل بستن حساب‌های مالی
- بهبود تعامل با مشتریان
- بهبود ارسال به موقع
- بهبود تعامل با تأمین کنندگان
- کاهش هزینه‌های مستقیم عملیات
- کاهش سطح موجودی
- بهبود سیکل تولید

## معایب
بسیاری از مشکلاتی که سازمان‌ها با سیستم‌های ERP دارند ناشی از کمبود سرمایه‌گذاری در کارآموزی خدمهٔ درگیر با مشکلات اما در حال پیشرفت است که شامل آن‌هایی می‌شود که تغییرات را اجرا و آزمایش می‌کنند و مانند یک کمبود سیاست واحد که از درستی داده‌ها در سیستم‌های ERP و چگونگی استفاده شدن آن حفاظت می‌کند.

### محدودیت‌های ERP
شامل:
موفقیت به مهارت و تجربهٔ نیروی کار بستگی دارد که شامل آموزش اینکه چگونه موجب کارکرد درست سیستم شویم؟! بسیاری از شرکت‌ها هزینه‌ها را به وسیلهٔ بریدن پرورش بودجه، بریده‌اند. تشکل‌های اقتصادی کوچک و خصوصی، اغلب فاقد سرمایهٔ کافی هستند، یعنی سیستم ERP آن‌ها اغلب توسط خدمه‌ای با تحصیلات نا‌کافی در کل ERPاجرا می‌شود. مانند مؤسسهٔ APICS که دربسته‌های فروش ویژهٔ ERP استفاده می‌شود. تغییر و تبدیل خدمه؛ شرکت‌ها می‌توانند مدیران جدید و بدون تحصیلات را در سیستم ERP شرکت استخدام نمایند
این مدیران باپیشنهاد تغییرات در آموزش‌های کاری که با بهترین استفاده از ERP انتخاب شدهٔ شرکت همخوانی و انطباق ندارند را می‌دهند. سفارش ساخت نرم‌افزارERPمحدود است. بعضی از سفارش‌های ساخت درگیر تعویض ساختار نرم‌افزار ERP هستند که معمولاً اجازهٔ این کار را ندارند!
مهندسی دوبارهٔ فرایندهای شغلی به منظورهم اندازه کردن است، ندارد. صنعت که به‌وسیله سیستم ERPتعیین می‌شود، منجر به فقدان مزیت رقابت طلبی می‌شود.
نصب سیستم‌های ERP می‌توانند بسیار گران باشد که اغلب برای شرکت‌های چند ملیتی از ۳۰۰۰۰تا۵۰۰۰۰۰۰۰۰ برآورد می‌شود.
فروشندگان ERP می‌توانند مبالغی پول برای تجدید سالانهٔ مجوزی که با اندازهٔ شرکت، استفادهٔ ERPیا سودبخشی آن بی ارتباط است.
خدمهٔ پشتیبانی فنی اغلب به متقاضیانی پاسخ می‌دهند که برای ساختار یکی شدهٔ متقاضی نامناسب است. نگرانی‌های امنیتی کامپیوتر پیش می‌آیند. برای مثال در زمان آموزش چگونگی تغییر پایگاه داده‌ها به یک غیر برنامه‌نویس در شرکتی که به یک رد ممیزی از تغییرات نیاز دارد و در زمان تحقق به بعضی از استانداردهای تنظیمیERPها اغلب به عنوان نرم‌افزاری بسیار سخت و بسیار سازگاری با جریان ویژه کار و فرایند بعضی از شرکت‌ها دیده می‌شوند – از آن‌ها به عنوان یکی ازعوامل اصلی شکست آن‌ها ذکر می‌شود.
سیستم هارا می‌توان به سختی استفاده کرد.
سیستم‌ها بسیار محدودند و اجازهٔ انعطاف زیاد دراجرا و کاربرد به آن‌ها داده نمی‌شود. سیستم می‌تواند از شکل «ضعیف‌ترین لینک» آزار ببیند.
عدم کاردانی دریک سازمان یا به عنوان یکی از شرکا به شرکای دیگر تأثیر خواهد داشت. بسیاری از لینک‌های کامل شده به دقت زیادی در دیگر درخواست‌ها برای کارکردی مؤثر احتیاج دارد. یک شرکت باید به کمترین استانداردها دست یابد، سپس به‌طور اضافه «داده‌های کثیف» اعتبار بعضی تقاضانامه‌ها را کاهش می‌دهد. زمانی که یک سیستم تشکیل می‌شود، تعویض قیمت‌ها برای هریک از شرکا بسیار سنگین است. (کاهش انعطاف وکنترل راهبردی در سطح مشترک).
محو کردن مرزهای شرکت می‌تواند باعث مشکلاتی در جوابگویی، خطوط مسئولیت و دلگرمی کارمند شود.
ایستادگی در تسهیم اطلاعات حساس درونی بین سازمان‌ها می‌تواند تأثیر نرم‌افزار را کاهش دهد.
مشکلات سازش‌پذیری مکرراً با سیستم‌های باز ماندهٔ گوناگون وجود دارد.
سیستم به نیازهای حقیقی مشتری از نظر مهندسی وابسته‌است.
APICS انجمنی برای مدیریت اجرایی، این مؤسسه سازمانی برای سود بردن تحصیلات بین‌الملل، ارائهٔ گواهی برنامه‌ها، ابزار آموزش و فرصت‌های شبکه‌ای برای افزایش اجرای پروژه‌های کاری نیست. این در سال ۱۹۵۷به عنوان تولید و فهرست کنترل اموال جامعهٔ آمریکا پایه‌گذاری شد و در حال حاضر حدود۷۷۰۰کارمند منحصربه‌فرد و واحد در بیش از ۲۵۰۰۰سازمان در سراسر جهان دارد.APICSمدیریت اجرا را با عنوان میدان مطالعه‌ای که روی طرح‌ریزی مؤثر، برنامه‌ریزی، استفاده وکنترل تولید یا سازمان خدمات متمرکز شده و در غالب مطالعهٔ عقاید از مهندسی طرح، مهندسی صنعتی، سیستم‌های مدیریت اطلاعات، مدیریت کیفیت، مدیریت تولید، مدیریت صورت کالا، حسابداری و کارکردهای دیگر همان‌طور که آن‌ها به سازمان تأثیر می‌گذارند.
فشار اصلی دانستن APICSچگونگی بهبود منفعت‌های مشترک به‌وسیلهٔ نابود کردن هزینه‌های پنهان است. برخلاف بسیاری از شرکت‌های مشاور، این علم نه نیازی به افزایش قیمت در فروش‌ها ونه نیازی به اخراج کارمندان برای بهبود منفعت دارد.
APICS به قدرت سیستم‌های مدیریت کاری رسیدگی می‌کند مانند MRP, ERP سروقت و بدون عیوب.
APICS برندهٔ ۳جایزهٔ طراحی حرفه‌ای شده‌است.
APICS CPIM (تصدیق شده در مدیریت تولید و صورت کالا)
APICS CIRM (تصدیق شده در مدیریت منابع تمام شده)
APICS CSCP(تصدیق شدهٔ تأمین حرفه‌ای حلقه)
CFPIM(شخص تصدیق شده در مدیریت تولید و صورت کالا) تنها توسط ۱۲۰۰ استاد (APICS CPIM بدنهٔ علم) انجام گرفته‌است.